# Handball-Bundesliga 2017-2018
L'Handball-Bundesliga 2017-2018 è la 68ª edizione del torneo di primo livello del campionato tedesco di pallamano maschile.

## Squadre partecipanti
Partecipano 18 squadre da tutta la Germania. Di queste, 15 sono qualificate dalla stagione 2016–17 mentre le altre tre sono promosse dalla 2. Bundesliga: TUS Nettlestedt Lubecca, i campioni; TV Hüttenberg, come seconda; e come terza, il TSG Friesenheim.
| Squadra              | Città        | Arena                         | Capacità     |
| -------------------- | ------------ | ----------------------------- | ------------ |
| Füchse Berlino       | Berlino      | Max-Schmeling-Halle           | 9,000        |
| Stoccarda            | Bittenfeld   | SCHARRena Porsche-Arena       | 2,251 6,211  |
| Erlangen             | Erlangen     | Arena Nürnberger Versicherung | 8,308        |
| Flensburg-Handewitt  | Flensburgo   | Flens-Arena                   | 6,300        |
| Friesenheim          | Ludwigshafen | Friedrich-Ebert-Halle         | 2,250        |
| Frisch Auf Göppingen | Göppingen    | EWS Arena                     | 5,600        |
| Gummersbach          | Gummersbach  | Schwalbe-Arena Lanxess Arena  | 4,132 19,500 |
| Hannover-Burgdorf    | Hannover     | Swiss Life Hall               | 9,850 4,150  |
| Hüttenberg           | Hüttenberg   | Sporthalle Gießen-Ost         | 4,003        |
| Kiel                 | Kiel         | Sparkassen-Arena              | 10,285       |
| Lipsia               | Lipsia       | Arena Leipzig                 | 6,327        |
| Lemgo                | Lemgo        | Lipperlandhalle               | 4,790        |
| Nettlestedt Lubecca  | Lübbecke     | Merkur Arena                  | 3,250        |
| Magdeburgo           | Magdeburgo   | GETEC Arena                   | 6,800        |
| Melsungen            | Melsungen    | Rothenbach-Halle              | 4,300        |
| Minden               | Minden       | Kampa-Halle                   | 4,059        |
| Rhein-Neckar Löwen   | Mannheim     | SAP Arena                     | 13,200       |
| Wetzlar              | Wetzlar      | Rittal Arena Wetzlar          | 4,421        |

## Classifica
| Pos | Squadra                 | G  | V  | N | P  | GF   | GS  | DG   | Pt | Qualificazione o retrocessione       |
| --- | ----------------------- | -- | -- | - | -- | ---- | --- | ---- | -- | ------------------------------------ |
| 1   | SG Flensburg-Handewitt  | 34 | 27 | 2 | 5  | 993  | 851 | +142 | 56 | Qualificata alla Champions League    |
| 2   | Rhein-Neckar Löwen      | 34 | 27 | 1 | 6  | 1043 | 838 | +205 | 55 | Qualificata alla Champions League    |
| 3   | Füchse Berlino          | 34 | 25 | 3 | 6  | 968  | 875 | +93  | 53 | Qualificata alla EHF Cup             |
| 4   | SC Magdeburgo           | 34 | 24 | 2 | 8  | 1037 | 927 | +110 | 50 | Qualificata alla EHF Cup             |
| 5   | THW Kiel                | 34 | 24 | 1 | 9  | 989  | 854 | +135 | 49 | Qualificata alla EHF Cup             |
| 6   | TSV Hannover-Burgdorf   | 34 | 22 | 3 | 9  | 953  | 900 | +53  | 47 |                                      |
| 7   | MT Melsungen            | 34 | 19 | 3 | 12 | 952  | 887 | +65  | 41 |                                      |
| 8   | SC DHfK Lipsia          | 34 | 17 | 3 | 14 | 867  | 854 | +13  | 37 |                                      |
| 9   | TBV Lemgo               | 34 | 13 | 8 | 13 | 882  | 932 | −50  | 34 |                                      |
| 10  | Frisch Auf Göppingen    | 34 | 12 | 7 | 15 | 903  | 909 | −6   | 31 |                                      |
| 11  | HSG Wetzlar             | 34 | 13 | 4 | 17 | 896  | 884 | +12  | 30 |                                      |
| 12  | GWD Minden              | 34 | 9  | 8 | 17 | 896  | 968 | −72  | 26 |                                      |
| 13  | HC Erlangen             | 34 | 8  | 9 | 17 | 844  | 932 | −88  | 25 |                                      |
| 14  | TV Bittenfeld           | 34 | 8  | 4 | 22 | 852  | 959 | −107 | 20 |                                      |
| 15  | VfL Gummersbach         | 34 | 8  | 0 | 26 | 841  | 950 | −109 | 16 |                                      |
| 16  | TSG Friesenheim         | 34 | 6  | 3 | 25 | 828  | 946 | −118 | 15 |                                      |
| 17  | TUS Nettlestedt Lubecca | 34 | 4  | 6 | 24 | 778  | 913 | −135 | 14 | Retrocessa in 2. Handball-Bundesliga |
| 18  | TV Hüttenberg           | 34 | 3  | 7 | 24 | 845  | 988 | −143 | 13 | Retrocessa in 2. Handball-Bundesliga |

## Verdetti
- SG Flensburg-Handewitt campione di Germania e qualificato alla Champions League 2018-2019;
- Rhein-Neckar Löwen qualificato alla Champions League 2018-2019;
- Füchse Berlino, SC Magdeburgo e THW Kiel qualificate alla EHF Cup 2018-2019;
- TV Hüttenberg e TUS Nettlestedt Lubecca retrocesse in 2. Handball-Bundesliga.